# 北仲通
北仲通（きたなかどおり）は、神奈川県横浜市中区の町名。現行行政地名は北仲通1丁目から北仲通6丁目（字丁目）。住居表示未実施区域。

## 地理
中区の東部に位置し、北に海岸通と元浜町、東に日本大通、南に本町と接している。また、北仲通地区の一部となっている。

## 歴史

### 沿革
- 1889年（明治22年）4月1日 - 横浜市の市制施行により、横浜市北仲通となる。
- 1927年（昭和2年）
  - 4月25日 - 埋め立てにより、一部を編入[6]。
  - 10月1日 - 横浜市の区制施行により、中区を新設。横浜市中区北仲通となる[7]。
- 1932年（昭和7年）5月25日 - 埋め立てにより、一部を編入[8]。

## 世帯数と人口
2025年（令和7年）6月30日現在（横浜市発表）の世帯数と人口は以下の通りである。秘匿となっている地域は合算で表記する。
| 丁目        | 世帯数    | 人口    |
| ----------- | --------- | ------- |
| 北仲通1丁目 | 19世帯    | 24人    |
| 北仲通2丁目 | 19世帯    | 24人    |
| 北仲通3丁目 | 19世帯    | 24人    |
| 北仲通4丁目 | 9世帯     | 12人    |
| 北仲通5丁目 | 1,015世帯 | 2,130人 |
| 北仲通6丁目 | 0世帯     | 0人     |
| 計          | 1,053世帯 | 2,166人 |

### 人口の変遷
国勢調査による人口の推移。
| 年                 | 人口  |
| ------------------ | ----- |
| 2015年（平成27年） | 16    |
| 2020年（令和2年）  | 2,076 |

### 世帯数の変遷
国勢調査による世帯数の推移。
| 年                 | 世帯数 |
| ------------------ | ------ |
| 2015年（平成27年） | 15     |
| 2020年（令和2年）  | 1,208  |

## 学区
市立小・中学校に通う場合、学区は以下の通りとなる（2024年11月時点）。
| 丁目        | 番地 | 小学校                         | 中学校                 |
| ----------- | ---- | ------------------------------ | ---------------------- |
| 北仲通1丁目 | 全域 | 横浜市立本町小学校             | 横浜市立横浜吉田中学校 |
| 北仲通2丁目 | 全域 | 横浜市立本町小学校             | 横浜市立横浜吉田中学校 |
| 北仲通3丁目 | 全域 | 横浜市立本町小学校             | 横浜市立横浜吉田中学校 |
| 北仲通4丁目 | 全域 | 横浜市立本町小学校             | 横浜市立横浜吉田中学校 |
| 北仲通5丁目 | 全域 | 横浜市立みなとみらい本町小学校 | 横浜市立横浜吉田中学校 |
| 北仲通6丁目 | 全域 | 横浜市立みなとみらい本町小学校 | 横浜市立横浜吉田中学校 |

## 事業所
2021年現在の経済センサス調査による事業所数と従業員数は以下の通りである。
| 丁目        | 事業所数  | 従業員数 |
| ----------- | --------- | -------- |
| 北仲通1丁目 | 7事業所   | 24人     |
| 北仲通2丁目 | 26事業所  | 371人    |
| 北仲通3丁目 | 56事業所  | 401人    |
| 北仲通4丁目 | 11事業所  | 216人    |
| 北仲通5丁目 | 45事業所  | 2,984人  |
| 北仲通6丁目 | 3事業所   | 94人     |
| 計          | 148事業所 | 4,090人  |

### 事業者数の変遷
経済センサスによる事業所数の推移。
| 年                 | 事業者数 |
| ------------------ | -------- |
| 2016年（平成28年） | 96       |
| 2021年（令和3年）  | 148      |

### 従業員数の変遷
経済センサスによる従業員数の推移。
| 年                 | 従業員数 |
| ------------------ | -------- |
| 2016年（平成28年） | 1,843    |
| 2021年（令和3年）  | 4,090    |

## 施設
- 横浜第二合同庁舎
- 商工組合中央金庫 横浜支店[14]

## その他

### 日本郵便
- 郵便番号：231-0003[3]（集配局：横浜港郵便局[15]）

### 警察
町内の警察の管轄区域は以下の通りである。
| 丁目        | 番地 | 警察署       | 交番・駐在所 |
| ----------- | ---- | ------------ | ------------ |
| 北仲通1丁目 | 全域 | 加賀町警察署 | 本町交番     |
| 北仲通2丁目 | 全域 | 加賀町警察署 | 本町交番     |
| 北仲通3丁目 | 全域 | 加賀町警察署 | 本町交番     |
| 北仲通4丁目 | 全域 | 加賀町警察署 | 本町交番     |
| 北仲通5丁目 | 全域 | 加賀町警察署 | 本町交番     |
| 北仲通6丁目 | 全域 | 加賀町警察署 | 本町交番     |